# Félix Tshisekedi
Félix Antoine Tshisekedi Tshilombo (Kinshasa, 13 juni 1963) is een Congolees politicus. Sinds januari 2019 is hij de president van de Democratische Republiek Congo. 

## Levensloop
Tshisekedi werd op 13 juni 1963 in Kinshasa (toen Leopoldstad geheten) geboren als zoon van moeder Marthe en vader Étienne Tshisekedi, die in de jaren negentig premier van Zaïre was. Hij had als jongeman een comfortabel leven in de hoofdstad, maar toen zijn vader begin jaren tachtig de UDPS oprichtte en zich publiekelijk verzette tegen Mobutu, werd Félix gedwongen hem te vergezellen en kregen ze huisarrest in zijn geboortedorp in het centrum van Kasaï. Hierdoor werd zijn studie opgeschort. In 1985 stond Mobutu toe dat hij, zijn moeder en zijn broers Kasaï verlieten. Hij ging in Brussel wonen, waar hij klusjes deed, pizza's bezorgde en schoonmaakwerk deed. Later werd hij een actief lid van de Union pour la Démocratie et le Progrès Social (UDPS).
Eind 2008 werd Tshisekedi benoemd tot nationaal secretaris van de UDPS voor externe betrekkingen. In november 2011 behaalde hij een zetel in de Nationale Vergadering, als vertegenwoordiger van de stad Mbuji-Mayi in de provincie Oost-Kasaï. Hij nam zijn zetel niet in, omdat hij de verkiezingen frauduleus noemde, en zijn mandaat werd ongeldig verklaard wegens "absenteïsme". 
In oktober 2016 werd Tshisekedi vice-secretaris-generaal van de UDPS.
Na de Congolese presidentsverkiezingen van 30 december 2018 werd Tshisekedi op 10 januari 2019 door de Kiescommissie uitgeroepen als winnaar. Hij zou 7 miljoen stemmen hebben behaald. Martin Fayulu, een andere presidentskandidaat, betwistte de uitslag en sprak van een "electorale staatsgreep". De Congolese bisschoppen hadden Fayulu op 5 januari 2019 als overwinnaar aangeduid.
Op 19 januari 2019 werd door het grondwettelijk hof van Congo de uitslag van 10 januari 2019 bevestigd. Tshisekedi volgde Joseph Kabila op, die 18 jaar aan de macht was. Op 24 januari 2019 legde hij de eed af als nieuwe president. Net zoals zijn voorganger Kabila hoort hij tot het volk van de Luba.
In september 2019 bracht hij een officieel bezoek aan België. Het was al twaalf jaar geleden dat een Congolees staatshoofd een bezoek bracht aan België.
Tijdens een bezoek van de Belgische eerste minister Sophie Wilmès en enkele van haar ministers aan de Democratische Republiek Congo in februari 2020 kondigde Félix Tshisekedi aan dat hij koning Filip uitnodigde bij de viering van 60 jaar Congolese onafhankelijkheid later in het jaar.
Tijdens Tshisekedi's eerste ambtstermijn verbeterde de toestand in de oostelijke provincies niet. De vredestroepen van de Verenigde Naties verlieten het land omdat Congo er niet voor wilde betalen, waarna M23 en andere rebellengroepen, gesteund door Rwanda en Uganda, het gebied opnieuw konden bezetten om er de grondstoffen te bemachtigen.
Bij de presidentsverkiezingen van 20 december 2023 werd Tshisekedi herverkozen. De Congolese bisschoppen waren echter van oordeel “dat de onregelmatigheden en incidenten door hun omvang en reikwijdte de verkiezingen van 20 december 2023 tot een electorale ramp maken”.  De oppositie noemde de verkiezingen “frauduleus”.
Hij is getrouwd met Denise Nyakeru Tshisekedi.  